# السديرة (مكة)
السديرة هي قرية في منطقة مكة المكرمة، في غرب المملكة العربية السعودية.